# Championnats de France de patinage artistique 2015
Navigation
Championnats de France 2014 Championnats de France 2016
Les championnats de France de patinage artistique 2015 ont lieu du 18 au 21 décembre 2014 à la patinoire olympique du Palais des sports de Megève en région Rhône-Alpes. C'est la quatrième fois que la station savoyarde accueille les championnats nationaux après les éditions de 1971, 1984 et 2008.
Les championnats accueillent le patinage artistique, la danse sur glace et le patinage synchronisé. Les championnats de France de ballet sur glace et de patinage de vitesse sur piste courte sont aussi organisés en même temps.

## Podiums
| Épreuves                                 | Or                                      | Argent                               | Bronze                               |
| Messieurs résultats détaillés            | Florent Amodio                          | Romain Ponsart                       | Chafik Besseghier                    |
| Dames résultats détaillés                | Maé-Bérénice Meité                      | Laurine Lecavelier                   | Léa Serna                            |
| Couples résultats détaillés              | Vanessa James / Morgan Ciprès           | Daria Popova / Andreï Novoselov      | -                                    |
| Danse sur glace résultats détaillés      | Gabriella Papadakis / Guillaume Cizeron | Marie-Jade Lauriault / Romain Le Gac | Péroline Ojardias / Michael Bramante |
| Patinage synchronisé résultats détaillés | Les Zoulous                             | Les Atlantides                       | -                                    |

## Détails des compétitions

### Messieurs
| Rang    | Nom               | Points | Programme court | Programme court | Programme libre | Programme libre |
| ------- | ----------------- | ------ | --------------- | --------------- | --------------- | --------------- |
| 1       | Florent Amodio    | 214.73 | 1               | 75.61           | 1               | 139.12          |
| 2       | Romain Ponsart    | 209.45 | 2               | 72.32           | 2               | 137.13          |
| 3       | Chafik Besseghier | 197.72 | 3               | 69.17           | 4               | 128.55          |
| 4       | Simon Hocquaux    | 191.58 | 5               | 62.12           | 3               | 129.46          |
| 5       | Kevin Aymoz       | 188.65 | 4               | 65.95           | 5               | 122.70          |
| 6       | Adrien Tesson     | 160.17 | 8               | 49.08           | 6               | 111.09          |
| 7       | Daniel Naurits    | 153.89 | 6               | 53.95           | 7               | 99.94           |
| 8       | Gaylord Lavoisier | 150.35 | 7               | 53.65           | 8               | 96.70           |
| 9       | Luc Economides    | 118.84 | 9               | 45.73           | 9               | 73.11           |
| Abandon | Florian Lejeune   | -      | 10              | 44.60           |                 |                 |

### Dames
| Rang | Nom                | Points | Programme court | Programme court | Programme libre | Programme libre |
| ---- | ------------------ | ------ | --------------- | --------------- | --------------- | --------------- |
| 1    | Maé-Bérénice Meité | 163.14 | 1               | 60.30           | 1               | 102.84          |
| 2    | Laurine Lecavelier | 148.42 | 3               | 49.17           | 2               | 99.25           |
| 3    | Léa Serna          | 148.12 | 2               | 52.95           | 3               | 95.17           |
| 4    | Pauline Wanner     | 135.85 | 5               | 46.49           | 5               | 89.36           |
| 5    | Cassandra Perotin  | 134.72 | 4               | 47.21           | 7               | 87.51           |
| 6    | Anaïs Ventard      | 132.82 | 8               | 42.22           | 4               | 90.60           |
| 7    | Alizée Crozet      | 131.41 | 7               | 43.49           | 6               | 87.92           |
| 8    | Nadjma Mahamoud    | 120.66 | 10              | 40.01           | 8               | 80.65           |
| 9    | Marina Popov       | 118.77 | 6               | 45.36           | 10              | 73.41           |
| 10   | Julie Froetscher   | 117.36 | 9               | 41.38           | 9               | 75.98           |

### Couples
| Rang    | Nom                             | Points | Programme court | Programme court | Programme libre | Programme libre |
| ------- | ------------------------------- | ------ | --------------- | --------------- | --------------- | --------------- |
| 1       | Vanessa James / Morgan Ciprès   | 171.52 | 1               | 59.40           | 1               | 112.12          |
| 2       | Daria Popova / Andreï Novoselov | 134.21 | 2               | 48.08           | 2               | 86.13           |
| Forfait | Camille Mendoza / Pavel Kovalev |        |                 |                 |                 |                 |

### Danse sur glace
| Rang | Nom                                     | Points | Danse courte | Danse courte | Danse libre | Danse libre |
| ---- | --------------------------------------- | ------ | ------------ | ------------ | ----------- | ----------- |
| 1    | Gabriella Papadakis / Guillaume Cizeron | 181.23 | 1            | 71.40        | 1           | 109.83      |
| 2    | Marie-Jade Lauriault / Romain Le Gac    | 116.55 | 3            | 45.18        | 2           | 71.37       |
| 3    | Péroline Ojardias / Michael Bramante    | 115.24 | 2            | 45.24        | 3           | 70.00       |
| 4    | Lorenza Alessandrini / Pierre Souquet   | 108.08 | 4            | 44.55        | 5           | 63.53       |
| 5    | Laureline Aubry / Kévin Bellingard      | 102.49 | 5            | 38.95        | 4           | 63.54       |

### Patinage synchronisé
| Rang | Nom                       | Points | Programme court | Programme court | Programme libre | Programme libre |
| ---- | ------------------------- | ------ | --------------- | --------------- | --------------- | --------------- |
| 1    | Les Zoulous (Lyon)        | 136.28 | 1               | 44.88           | 1               | 91.40           |
| 2    | Les Atlantides (Bordeaux) | 106.47 | 2               | 34.15           | 2               | 72.32           |

## Sources
- Résultats des championnats de France 2015 sur le site csndg.org
- Patinage Magazine N°142 (Mars/Avril 2015)